# Lista odcinków serialu Kumple
Lista odcinków serialu Kumple – brytyjskiego serialu dla młodzieży produkowanego w latach 2007-2013. Jego twórcami są Bryan Elsley i Jamie Brittain. Akcja rozgrywa się w brytyjskim mieście Bristol.

## Przegląd serii
| Serie | Serie | Odcinki | Emisja oryginalna | Emisja oryginalna | Wydania DVD      | Wydania DVD      | Wydania DVD |
| Serie | Serie | Odcinki | Premiera serii    | Finał serii       | Region 1         | Region 2         | Płyt        |
| ----- | ----- | ------- | ----------------- | ----------------- | ---------------- | ---------------- | ----------- |
|       | 1     | 9       | 25 stycznia 2007  | 22 marca 2007     | 13 stycznia 2009 | 24 września 2007 | 3           |
|       | 2     | 10      | 11 lutego 2008    | 14 kwietnia 2008  | 14 kwietnia 2009 | 5 maja 2008      | 3           |
|       | 3     | 10      | 22 stycznia 2009  | 26 marca 2009     | 7 września 2010  | 6 kwietnia 2009  | 3           |
|       | 4     | 8       | 28 stycznia 2010  | 18 marca 2010     | 11 stycznia 2011 | 22 marca 2010    | 3           |
|       | 5     | 8       | 27 stycznia 2011  | 17 marca 2011     | b.d.             | 21 marca 2011    | 3           |
|       | 6     | 10      | 23 stycznia 2012  | 26 marca 2012     | b.d.             | 23 kwietnia 2012 | 3           |
|       | 7     | 6       | 1 lipca 2013      | 5 sierpnia 2013   | b.d.             | 12 sierpnia 2013 | b.d.        |

## Pierwsza generacja

### Seria 1 (2007)
| № | # | Tytuł            | Polski tytuł   | Główna postać                 | Reżyseria    | Scenariusz                   | Premiera (UK)    |
| - | - | ---------------- | -------------- | ----------------------------- | ------------ | ---------------------------- | ---------------- |
| 1 | 1 | Tony             | Tony           | Tony Stonem                   | Paul Gay     | Bryan Elsley                 | 25 stycznia 2007 |
| 2 | 2 | Cassie           | Cassie         | Cassie Ainsworth              | Paul Gay     | Bryan Elsley                 | 1 lutego 2007    |
| 3 | 3 | Jal              | Jal            | Jal Fazer                     | Adam Smith   | Bryan Elsley                 | 8 lutego 2007    |
| 4 | 4 | Chris            | Chris          | Chris Miles                   | Adam Smith   | Jack Thorne                  | 15 lutego 2007   |
| 5 | 5 | Sid              | Sid            | Sid Jenkins                   | Minkie Spiro | Jamie Brittain               | 22 lutego 2007   |
| 6 | 6 | Maxxie and Anwar | Maxxie i Anwar | Maxxie Oliver i Anwar Kharral | Chris Clough | Ben Schiffer & Simon Amstell | 1 marca 2007     |
| 7 | 7 | Michelle         | Michelle       | Michelle Richardson           | Minkie Spiro | Bryan Elsley                 | 8 marca 2007     |
| 8 | 8 | Effy             | Effy           | Effy Stonem                   | Adam Smith   | Jack Thorne                  | 15 marca 2007    |
| 9 | 9 | Series Finale    | Wszyscy        | Wszyscy                       | Adam Smith   | Bryan Elsley                 | 22 marca 2007    |

### Odcinek specjalny: 2007
| №  | Tytuł                      | Polski tytuł       | Główna postać | Reżyseria   | Scenariusz   | Premiera (UK)    |
| -- | -------------------------- | ------------------ | ------------- | ----------- | ------------ | ---------------- |
| S1 | Skins Secret Party Special | Skins Secret Party | Wszyscy       | Owen Harris | Max Geogarty | 17 sierpnia 2007 |

### Seria 2 (2008)
| №  | #  | Tytuł           | Polski tytuł          | Główna postać               | Reżyseria      | Scenariusz     | Premiera (UK)    |
| -- | -- | --------------- | --------------------- | --------------------------- | -------------- | -------------- | ---------------- |
| 10 | 1  | Tony and Maxxie | Tony i Maxxie         | Tony Stonem i Maxxie Oliver | Aysha Rafaele  | Bryan Elsley   | 11 lutego 2008   |
| 11 | 2  | Sketch          | Sketch                | Sketch                      | Aysha Rafaele  | Jack Thorne    | 18 lutego 2008   |
| 12 | 3  | Sid             | Sid                   | Sid Jenkins                 | Simon Massey   | Bryan Elsley   | 25 lutego 2008   |
| 13 | 4  | Michelle        | Michelle              | Michelle Richardson         | Simon Massey   | Sally Tatchell | 3 marca 2008     |
| 14 | 5  | Chris           | Chris                 | Chris Miles                 | Harry Enfield  | Ben Schiffer   | 10 marca 2008    |
| 15 | 6  | Tony            | Tony                  | Tony Stonem                 | Harry Enfield  | Jamie Brittain | 17 marca 2008    |
| 16 | 7  | Effy            | Effy                  | Effy Stonem                 | Simon Massey   | Lucy Kirkwood  | 24 marca 2008    |
| 17 | 8  | Jal             | Jal                   | Jal Fazer                   | Simon Massey   | Daniel Kaluuya | 31 marca 2008    |
| 18 | 9  | Cassie          | Cassie                | Cassie Ainsworth            | Charles Martin | Bryan Elsley   | 7 kwietnia 2008  |
| 19 | 10 | Final Goodbyes  | Ostateczne pożegnania | Wszyscy                     | Charles Martin | Jack Thorne    | 14 kwietnia 2008 |

## Druga generacja

### Seria 3 (2009)
| №  | #  | Tytuł           | Polski tytuł  | Główna postać                            | Reżyseria      | Scenariusz                      | Premiera (UK)    |
| -- | -- | --------------- | ------------- | ---------------------------------------- | -------------- | ------------------------------- | ---------------- |
| 20 | 1  | Everyone        | Wszyscy       | Wszyscy                                  | Charles Martin | Bryan Elsley                    | 22 stycznia 2009 |
| 21 | 2  | Cook            | Cook          | James Cook                               | Simon Massey   | Jamie Brittain                  | 29 stycznia 2009 |
| 22 | 3  | Thomas          | Thomas        | Thomas Tomone                            | Simon Massey   | Daniel Kaluuya & Bryan Elsley   | 5 lutego 2009    |
| 23 | 4  | Pandora         | Pandora       | Pandora Moon                             | Simon Massey   | Georgia Lester & Bryan Elsley   | 12 lutego 2009   |
| 24 | 5  | Freddie         | Freddie       | Freddie McClair                          | Charles Martin | Ben Schiffer                    | 19 lutego 2009   |
| 25 | 6  | Naomi           | Naomi         | Naomi Campbell                           | Simon Massey   | Atiha Sen Gupta & Jack Thorne   | 26 lutego 2009   |
| 26 | 7  | JJ              | JJ            | Jonah Jeremiah "JJ" Jones                | Charles Martin | Bryan Elsley                    | 5 marca 2009     |
| 27 | 8  | Effy            | Effy          | Effy Stonem                              | Charles Martin | Lucy Kirkwood                   | 12 marca 2009    |
| 28 | 9  | Katie and Emily | Katie i Emily | Katie i Emily Fitch                      | Charles Martin | Malcolm Campbell & Bryan Elsley | 19 marca 2009    |
| 29 | 10 | Finale          | Finał         | Effy Stonem, James Cook, Freddie McClair | Simon Massey   | Ben Schiffer                    | 26 marca 2009    |

### Seria 4 (2010)
| №  | # | Tytuł    | Polski tytuł | Główna postać             | Reżyseria           | Scenariusz     | Premiera (UK)    |
| -- | - | -------- | ------------ | ------------------------- | ------------------- | -------------- | ---------------- |
| 30 | 1 | Thomas   | Thomas       | Thomas Tomone             | Neil Biswas         | Jamie Brittain | 28 stycznia 2010 |
| 31 | 2 | Emily    | Emily        | Emily Fitch               | Philippa Langdale   | Ed Hime        | 4 lutego 2010    |
| 32 | 3 | Cook     | Cook         | James Cook                | Philippa Langdale   | Ben Schiffer   | 11 lutego 2010   |
| 33 | 4 | Katie    | Katie        | Katie Fitch               | Neil Biswas         | Georgia Lester | 18 lutego 2010   |
| 34 | 5 | Freddie  | Freddie      | Freddie McClair           | Esther May Campbell | Sean Buckley   | 25 lutego 2010   |
| 35 | 6 | JJ       | JJ           | Jonah Jeremiah "JJ" Jones | Esther May Campbell | Lucy Kirkwood  | 4 marca 2010     |
| 36 | 7 | Effy     | Effy         | Effy Stonem               | Daniel O'Hara       | Jamie Brittain | 11 marca 2010    |
| 37 | 8 | Everyone | Wszyscy      | Wszyscy                   | Daniel O'Hara       | Bryan Elsley   | 18 marca 2010    |

## Trzecia generacja

### Seria 5 (2011)
| №  | # | Tytuł    | Polski tytuł | Główna postać                 | Reżyseria         | Scenariusz     | Premiera (UK)    |
| -- | - | -------- | ------------ | ----------------------------- | ----------------- | -------------- | ---------------- |
| 38 | 1 | Franky   | Franky       | Francesca "Franky" Fitzgerald | Amanda Boyle      | Sean Buckley   | 27 stycznia 2011 |
| 39 | 2 | Rich     | Rich         | Richard "Rich" Hardbeck       | Philippa Langdale | Jamie Brittain | 3 lutego 2011    |
| 40 | 3 | Mini     | Mini         | Minerva "Mini" McGuinness     | Philippa Langdale | Georgia Lester | 10 lutego 2011   |
| 41 | 4 | Liv      | Liv          | Olivia "Liv" Malone           | Amanda Boyle      | Ed Hime        | 17 lutego 2011   |
| 42 | 5 | Nick     | Nick         | Nicholas "Nick" Levan         | Jack Clough       | Geoff Bussetil | 24 lutego 2011   |
| 43 | 6 | Alo      | Alo          | Aloysius "Alo" Creevey        | Jack Clough       | Daniel Lovett  | 3 marca 2011     |
| 44 | 7 | Grace    | Grace        | Grace Blood                   | Dominic Leclerc   | Jamie Brittain | 10 marca 2011    |
| 45 | 8 | Everyone | Wszyscy      | Wszyscy                       | Dominic Leclerc   | Sean Buckley   | 17 marca 2011    |

### Seria 6 (2012)
| №  | #  | Tytuł           | Polski tytuł    | Główna postać                       | Reżyseria      | Scenariusz              | Premiera (UK)    |
| -- | -- | --------------- | --------------- | ----------------------------------- | -------------- | ----------------------- | ---------------- |
| 46 | 1  | Everyone        | Wszyscy         | Wszyscy                             | Jack Clough    | Bryan Elsley            | 23 stycznia 2012 |
| 47 | 2  | Rich            | Rich            | Rich Hardbeck                       | Sam Donovan    | Daniel Lovett           | 30 stycznia 2012 |
| 48 | 3  | Alex            | Alex            | Alex Henley                         | Sam Donovan    | Jack Lothian            | 6 lutego 2012    |
| 49 | 4  | Franky          | Franky          | Franky Fitzgerald                   | Ian Barnes     | Sean Buckley            | 13 lutego 2012   |
| 50 | 5  | Mini            | Mini            | Mini McGuinness                     | Ian Barnes     | Jess Brittain           | 20 lutego 2012   |
| 51 | 6  | Nick            | Nick            | Nick Levan                          | Jack Clough    | Geoff Bussetil          | 27 lutego 2012   |
| 52 | 7  | Alo             | Alo             | Alo Creevey                         | Benjamin Caron | Laura Hunter            | 5 marca 2012     |
| 53 | 8  | Liv             | Liv             | Liv Malone                          | Benjamin Caron | Ben Bond & Bryan Elsley | 12 marca 2012    |
| 54 | 9  | Mini and Franky | Franky i Mini   | Mini McGuinness i Franky Fitzgerald | Ian Barnes     | Jess Brittain           | 19 marca 2012    |
| 55 | 10 | Finale          | Wszyscy (Finał) | Wszyscy                             | Benjamin Caron | Georgia Lester          | 26 marca 2012    |

## Skins Redux

### Seria 7 (2013)
| №     | #   | Tytuł | Polski tytuł                   | Główna postać    | Reżyseria      | Scenariusz     | Premiera (UK)                                     |
| ----- | --- | ----- | ------------------------------ | ---------------- | -------------- | -------------- | ------------------------------------------------- |
| 56-57 | 1-2 | Fire  | Fire Ogień (Netflix Polska)    | Effy Stonem      | Charles Martin | Jess Brittain  | 1 lipca 2013 (Część 1) 8 lipca 2013 (Część 2)     |
| 58-59 | 3-4 | Pure  | Pure Czystość (Netflix Polska) | Cassie Ainsworth | Paul Gay       | Bryan Elsley   | 15 lipca 2013 (Część 1) 22 lipca 2013 (Część 2)   |
| 60-61 | 5-6 | Rise  | Rise Wzlot (Netflix Polska)    | James Cook       | Jack Clough    | Jamie Brittain | 29 lipca 2013 (Część 1) 5 sierpnia 2013 (Część 2) |